# Marcel Beumer
Marcel Antonius Christianus Beumer (Ede, 12 maart 1969) is een Nederlandse voormalig weg- en baanwielrenner. Hij won in 1987 de puntenkoers tijdens de wereldkampioenschappen baanwielrennen voor junioren.
Beumer nam deel aan de Olympische Zomerspelen van 1988 waar hij samen met Mario van Baarle, Erik Cent en Leo Peelen een twaalfde plaats behaalde op de ploegenachtervolging.

## Belangrijkste uitslagen

### Baanwielrennen
| Jaar     | NK                                       | EK       | WK                          | Overig                                      |
| Junioren | Junioren                                 | Junioren | Junioren                    | Junioren                                    |
| -------- | ---------------------------------------- | -------- | --------------------------- | ------------------------------------------- |
| 1987     |                                          |          | puntenkoers · achtervolging |                                             |
| Amateurs |                                          |          |                             |                                             |
| 1988     | koppelkoers, achtervolging · 1km tijdrit |          |                             | Olympische Spelen: 12e ploegenachtervolging |
| 1989     |                                          |          |                             |                                             |
| 1990     | achtervolging · 1km tijdrit              |          |                             |                                             |
| 1991     | 1km tijdrit                              |          |                             |                                             |